# L'ossessa
L'ossessa è un film horror del 1974 diretto da Mario Gariazzo.

## Trama
Daniela, studentessa d'arte in rapporti molto intimi col suo collega Carlo, prende parte a un colloquio col custode di una chiesa ormai sconsacrata e decide di prendere in custodia un Cristo Crocefisso molto vivido e particolare, le cui fattezze non sono identiche all'immagine con cui il figlio di Dio viene normalmente rappresentato. Proprio quella notte, dopo un grande ricevimento dato dai suoi genitori, Daniela assiste a un rapporto sessuale fra sua madre e il suo amante, in cui quest'ultimo la frusta con un fascio di rose fino a farla sanguinare. Sconvolta dal feroce amplesso, la ragazza inizia a focalizzarsi il più possibile sul suo lavoro, tuttavia inizia ad avere incubi in cui quello strano Cristo ha una natura demoniaca e abusa sessualmente di lei.
Daniela vorrebbe che Carlo la portasse via da un ambiente domestico non proprio salubre per lei, tuttavia il ragazzo vorrebbe prima parlarne coi genitori di lei. Prima che ce ne sia modo la ragazza ha tuttavia una crisi isterica in cui si ferisce da sola e provoca sessualmente suo padre: viene quindi visitata da un medico, il quale le diagnostica un'epilessia acuta e raccomanda una gita all'aria aperta insieme agli affetti più cari. Durante tale gita, un foro ad una gomma obbliga la famiglia a fermarsi. Mentre Mario e Carlo sostituiscono la gomma, Daniela ne approfitta per visionare un ex tempio nelle vicinanze in cui si sono susseguite varie culture e nei cui dipinti sono rappresentate anche scene di violenza: tale visione la turba ulteriormente.
La notte successiva la ragazza ha un incubo in cui scopre che lo strano Cristo della scultura è in realtà Satana: supportato da una congrega di sole donne che celebra un terribile rito, il diavolo si stacca dalla croce e le inchioda piedi e mani, producendole le stimmate. I suoi genitori vengono richiamati dai suoi lamenti e scoprono che le stimmate sono effettivamente apparse sul suo corpo: in tale contesto l'uomo scopre anche i segni sul corpo di sua moglie, comprendendo dunque come il precedente episodio sia stato causato anche da questo. Interpellato nuovamente il medico, quest'ultimo resta sbalordito davanti ai nuovi sintomi e richiede un consulto con altri medici, i quali optano per un esorcismo con lo scopo di suggestionare la ragazza e liberarla da quella che appare loro come una malattia psicosomatica.
Dopo aver interpellato il prete locale ed essersi lasciata convincere a diventare un esempio positivo per sua figlia, Luisa dice addio all'amante, suscitandone l'ira. Nel frattempo il prete visita Daniela e si persuade lui stesso che sia necessario un esorcismo: l'uomo è convinto che la ragazza sia effettivamente posseduta dal Maligno. La ragazza viene dunque trasportata in un convento, dal quale tuttavia evade poiché non può sopportare i canti religiosi delle monache. Nel frattempo, i suoi genitori e il prete richiedono il supporto di padre Zeno, esperto esorcista che vive come un eremita ma che in qualche modo misterioso ha previsto il loro arrivo e si fa trovare pronto. In contemporanea anche Carlo accorre nel luogo in cui Daniela è stata condotta contro la sua volontà.
Una volta ritrovata la fuggiasca, Padre Zeno inizia l'esorcismo. Satana rivela tuttavia a Daniela di averla usata proprio per arrivare a lui: inizia dunque a usare la ragazza per sedurre il prete, il quale è molto vicino al cadere in tentazione ma riesce a controllarsi e si flagella per espiare il peccato. L'esorcismo continua a lungo, si tramuta in una vera e propria lotta, tuttavia alla fine Daniela ritrova la sua innocenza e viene liberata dal demonio, non senza dover sopportare un ultimo dolore: la morte di Padre Zeno. Carlo ritrova dunque la sua amata piangente e la consola con un appassionato abbraccio.

## Produzione
Diffusasi la voce sulla realizzazione negli Stati Uniti de L'esorcista, alcune case italiane si affrettarono a mettere in cantiere produzioni a basso costo per sfruttare il filone, arrivando a distribuire le pellicole a ridosso dell'uscita in Italia di quello che sarebbe diventato campione mondiale di incassi e capostipite di un genere. Il film L'ossessa vantava di essere precursore de L'esorcista, ma in realtà ne aveva seguito l'uscita di qualche settimana. Il Cristo di legno che si anima fu realizzato da Carlo Rambaldi (non accreditato nei titoli).